# نيكولاي زولوتوف
نيكولاي زولوتوف (بالروسية: Николай Александрович Золотов)‏ هو لاعب كرة قدم بيلاروسي في مركز الدفاع، ولد في 11 نوفمبر 1994 في فيتيبسك في بيلاروس. شارك مع منتخب بيلاروسيا تحت 21 سنة لكرة القدم ومنتخب بيلاروس لكرة القدم. أما مع النوادي، فقد لعب مع أورال يكاترينبورغ وشاختيور سوليجورسك وكولوس كوفاليفكا ونادي باستيا ونادي فيتيبسك.

## وصلات خارجية
- نيكولاي زولوتوف على موقع الاتحاد الدولي (مؤرشف)  (الإنجليزية)
- نيكولاي زولوتوف على موقع الاتحاد الأوربي (الإنجليزية)
- نيكولاي زولوتوف على موقع قاعدة بيانات كرة القدم.إي يو (الإنجليزية)
- نيكولاي زولوتوف على موقع ناشيونال فوتبول تيمز (الإنجليزية)
- نيكولاي زولوتوف على موقع Soccerway.com (الإنجليزية)
- نيكولاي زولوتوف على موقع عالم كرة القدم.نت (الإنجليزية)